# Till It's Gone
«Till It's Gone» — другий сингл американського репера Yelawolf з його третього студійного альбому Love Story. Прем'єра пісні відбулась 16 вересня 2014 у другому епізоді 7-го сезону телесеріалу «Сини анархії». 14 жовтня оприлюднили відеокліп. «Till It's Gone» також потрапив до компіляції Shady XV як бонус-трек європейського видання.

## Чартові позиції
| Чарт (2014)                             | Найвища позиція |
| --------------------------------------- | --------------- |
| Австралія (ARIA)                        | 70              |
| Канада (Canadian Hot 100)               | 67              |
| US Bubbling Under Hot 100 Singles       | 7               |
| США (Hot R&B/Hip-Hop Songs) (Billboard) | 35              |
| США (Rap Songs) (Billboard)             | 25              |
| Швеція (Sverigetopplistan)              | 88              |